# Вулиця Михайла Гориня (Київ)
Ву́лиця Миха́йла Го́риня — вулиця в Оболонському районі міста Києва, промислова зона Петрівка. Пролягає від проспекту Степана Бандери до кінця забудови.
Прилучається Куренівська вулиця.

## Історія
Вулицю прокладено в 70-ті роки XX століття. Назва на честь дослідника і завойовника Сибіру Єрмака Тимофійовича — з 1977 року. Назва вулиці була офіційно скасована 1983 року у зв'язку з переплануванням місцевості, однак фактично вулиця залишилася існувати. Сучасна назва на честь українського правозахисника та дисидента Михайла Гориня — з 2024 року.
До того часу існували вулиця Єрмака і провулок Єрмака у Залізничному районі (пролягали від вулиці Кудряшова до Кавказької вулиці).